# Cheurón (geomorfología)

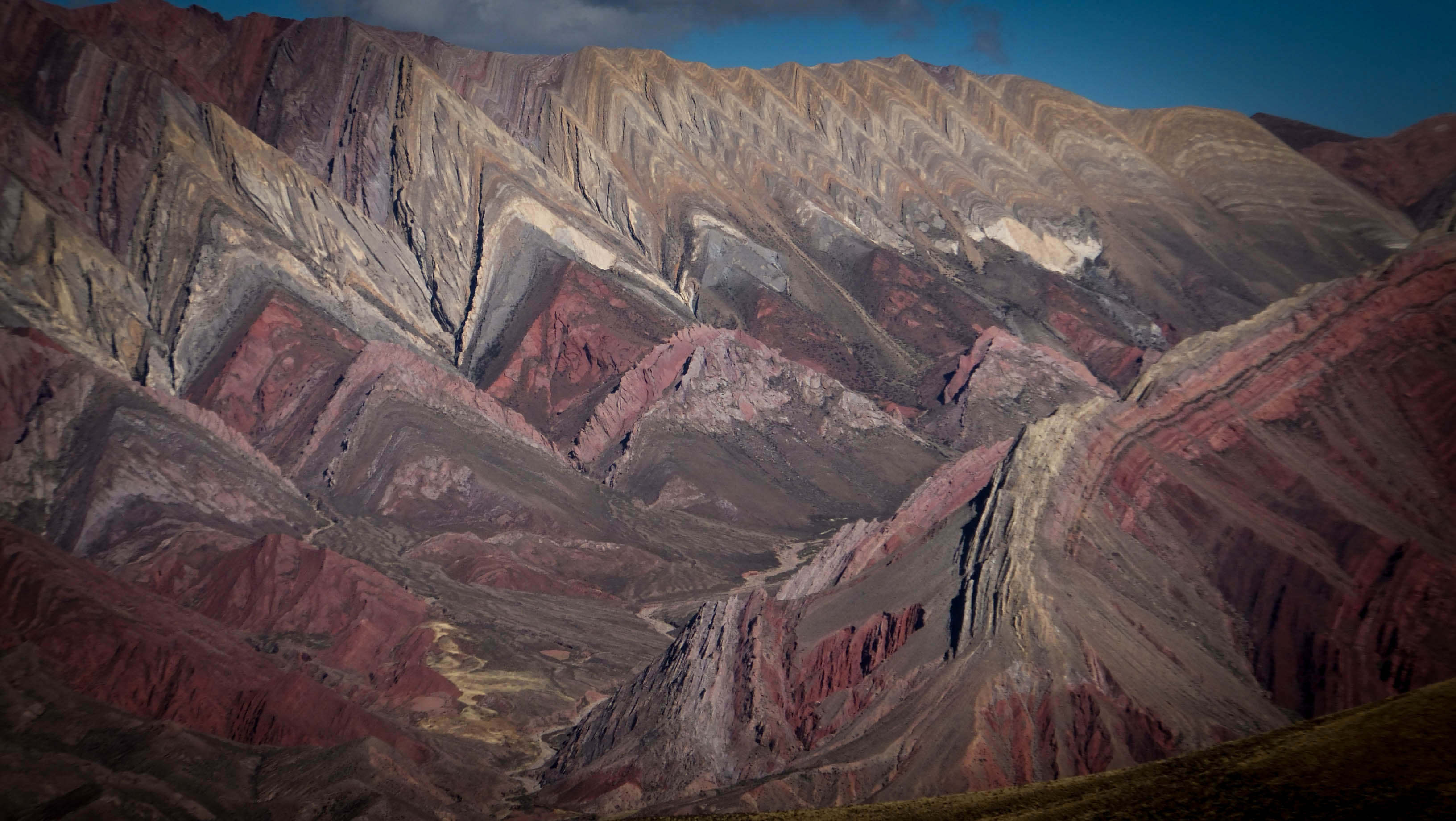
Chevrones coloridos en la Serranía de Hornocal, Noroeste Argentino.

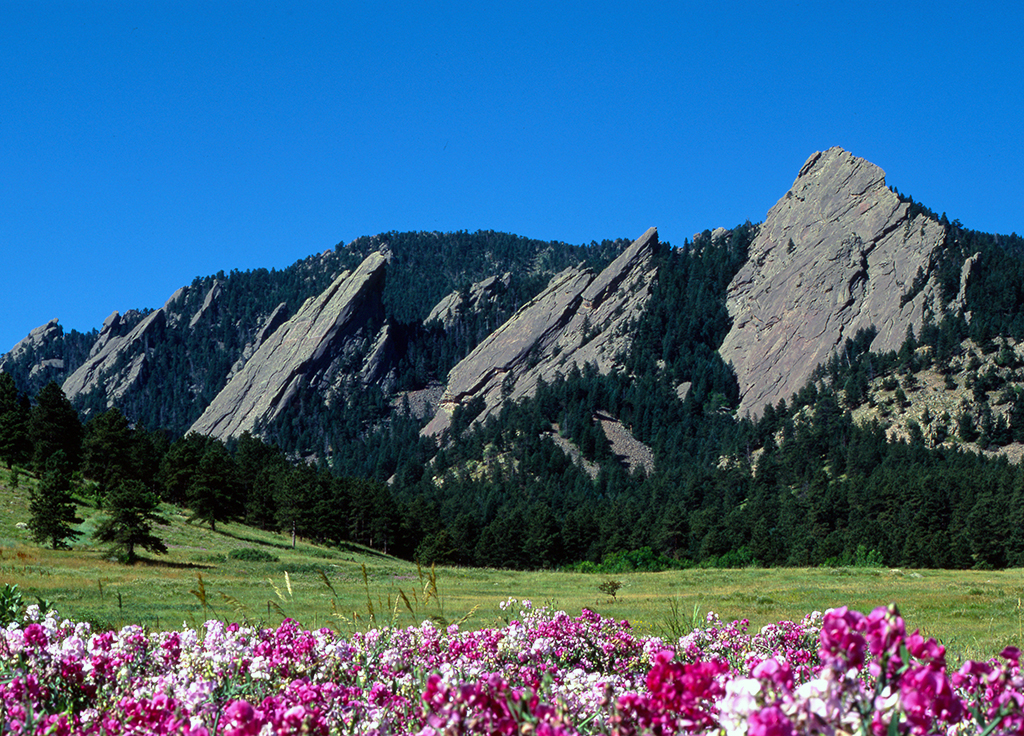
Vista de los Flatirons ("Planchas") de Colorado, de estas montañas se desprende el nombre en inglés para los chevrones.

En geomorfología se le llama cheurón o chevrón a una ladera de un cerro o montaña que vista desde arriba o de frente, tiene forma de “V” invertida. Esta geoforma se da en zonas compuestas de rocas en capas de distinta dureza que están basculadas o plegadas. Su formación también requiere de erosión en valles y quebradas oblicuas o perpendiculares al eje de plegamiento o basculamiento.